# Rhadinaea
Rhadinaea är ett släkte av ormar som ingår i familjen snokar. Släktet tillhör underfamiljen Dipsadinae som ibland listas som familj.
Vuxna exemplar är med en längd mindre än 75 cm små ormar. De förekommer i Nord-, Central- och Sydamerika. Utbredningsområdet sträcker sig från North Carolina i USA till norra Argentina. Individerna hittas ofta i fuktiga skogar men de kan leva i flera olika habitat. Födan utgörs av daggmaskar, andra ryggradslösa djur, groddjur och små kräldjur. Honor lägger ett fåtal ägg per tillfälle.

## Dottertaxa tillRhadinaea, i alfabetisk ordning[1]
- Rhadinaea anachoreta
- Rhadinaea bogertorum
- Rhadinaea calligaster
- Rhadinaea cuneata
- Rhadinaea decorata
- Rhadinaea flavilata
- Rhadinaea forbesi
- Rhadinaea fulvivittis
- Rhadinaea gaigeae
- Rhadinaea godmani
- Rhadinaea hannsteini
- Rhadinaea hempsteadae
- Rhadinaea hesperia
- Rhadinaea kanalchutchan
- Rhadinaea kinkelini
- Rhadinaea lachrymans
- Rhadinaea laureata
- Rhadinaea macdougalli
- Rhadinaea marcellae
- Rhadinaea montana
- Rhadinaea montecristi
- Rhadinaea myersi
- Rhadinaea omiltemana
- Rhadinaea pegosalyta
- Rhadinaea pilonaorum
- Rhadinaea posadasi
- Rhadinaea pulveriventris
- Rhadinaea quinquelineata
- Rhadinaea rogerromani
- Rhadinaea sargenti
- Rhadinaea schistosa
- Rhadinaea serperastra
- Rhadinaea stadelmani
- Rhadinaea taeniata
- Rhadinaea tolpanorum
- Rhadinaea vermiculaticeps